# Paradis Latin

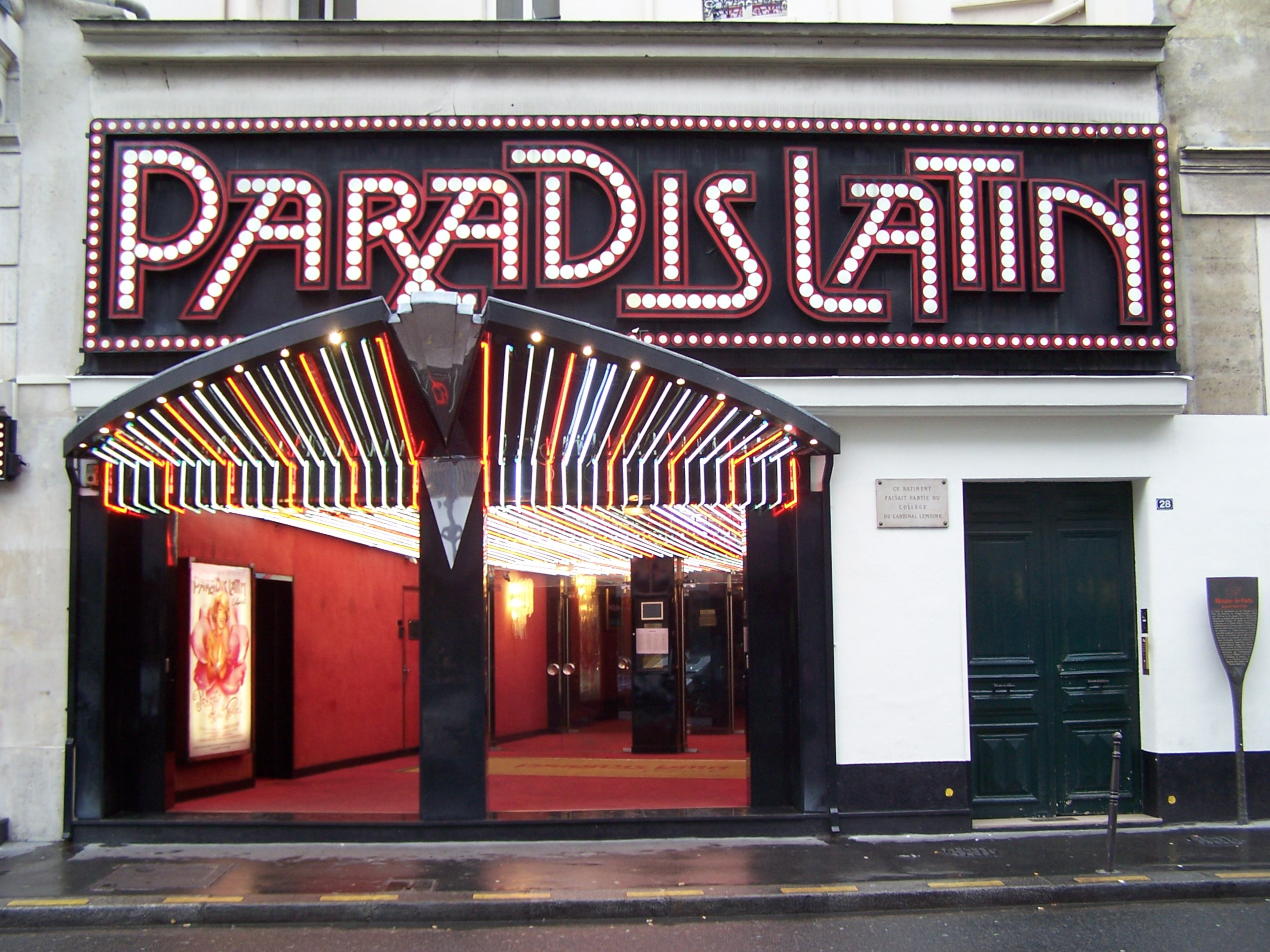
Paradis Latin.

El Paradis Latin es un cabaret de music-hall erótico cuyo origen se remonta a 1802. Está situado en el 28 de la rue du Cardinal-Lemoine en el Barrio Latino, en el V distrito de París. 
En 2019, Iris Mittenaere, Miss Universo 2016 de Francia es una vedette en Paradis Latin.

## Revistas
- 2019 revista " L'Oiseau Paradis " de Kamel Ouali.
- 2008 revista " Paradis à la folie " de Christian Dura.
- 2001 revista " Paradis d'Amour " de Christian Dura.
- 1990 revista " Viva Paradis " de Philippe Rondest.
- 1987 revista " Hello Paradis " de Christian Dura, Jean Kriegel.
- 1984 revista " Champagne " de Christian Dura, Jean Kriegel.
- 1981 revista " Paradisiac " de Francis Morane, Jean Kriegel.
- 1979 revista " Nuit de Paradis " de Jean-Marie Rivière.
- 1977 revista " Paris Paradis " de Jean-Marie Rivière.